# Vocaloca
Vocaloca var en dansk a cappella-gruppe, som eksisterede fra 2006-2010. Gruppen blev kendt, da den deltog i første danske udgave af X Factor i 2008.
Gruppen bestod af (Jan) Ulrich Lauridsen, Charlotte Rose Lauridsen, Erik Kolind, Katrine Martinsen Gottschalck og Magnus Glindvad Rasch.
Vocaloca besluttede at stille op til X Factor, dagen før der var auditions.
Gruppen lavede selv deres 5-stemmige vokalarrangementer. I X Factor live-programmerne sang de følgende sange:
- "Its my life"
- "Krummesang"
- "Gimme gimme gimme"
- "Buster"
- "It dont mean a thing"

Den 15. september 2008 udkom deres første cd, Vocaloca, hos Warner og Disco:wax.
Allerede d. 17. november 2008 udkom deres andet album, Julesange, med jazzede vokalarrangementer. Albummet blev godt modtaget og fik f.eks. seks ud af seks stjerner i Fyens Stiftstidende.
I maj 2009 vandt Vocaloca førstepræmien på 25.000 kr. i den internationale vokalkonkurrence på Aarhus Vocal Festival. I juryen var bl.a. medlemmer fra den svenske vokalgruppe, The Real Group.
De fem sangere i Vocaloca udøver i dag musik i andre professionelle sammenhænge.

## Diskografi
- Vocaloca (2008)
- Julesange (2008)